# Аксиально-плунжерная гидромашина
Аксиально-плунжерная гидромашина — один из видов роторно-поршневых гидромашин. Последние не следует относить к поршневым гидромашинам.

## Область применения
Являются одним из наиболее распространённых типов гидромашин. Применяются как в качестве насосов, так и в качестве гидромоторов. Их устанавливают, например, в гидросистемах многих одноковшовых экскаваторов, также привод некоторых бульдозеров, в которых управление построено по принципу джойстика, также осуществляется аксиально-плунжерными насосами и  гидромоторами. Широкое распространение данный вид гидромашин получил в гидроприводе станков, асфальтовых катков, строительной техники и самолётов.
Также используются в некоторых мойках высокого давления, например, в некоторых мойках Kärcher.

## Технические параметры
У аксиально-плунжерных гидромашин диапазон регулирования частот вращения шире (500-4000 об/мин), чем у радиально-плунжерных, тогда как у большинства последних частота вращения ограничена величиной 1500 об/мин.
Данный вид гидромашин способен работать при давлениях до 40 МПа. Это несколько больше, чем у радиально-плунжерных гидромашин (до 35 МПа). Однако, есть данные, что как аксиально-плунжерные гидромашины, так и радиально-плунжерные способны работать при давлениях до 100 МПа .

## Конструктивные особенности
Аксиально-плунжерные и аксиально-поршневые гидромашины отличаются тем, что в первых в качестве вытеснителей используются плунжеры, а во вторых — поршни. Наибольшее распространение получили аксиально-плунжерные гидромашины.
Выпускают гидромашины с наклонным диском (шайбой) и с наклонным блоком цилиндров.
Одним из достоинств аксиально-плунжерных гидромашин является возможность регулирования рабочего объёма. Изменение рабочего объёма осуществляется путём изменения угла наклона диска или угла наклона оси блока цилиндров. Максимальный угол наклона у машин с наклонным диском ограничен 15-18°. Это ограничение связано с ростом контактных нагрузок между деталями гидромашины. В то же время в машинах с наклонным блоком рост угла наклона ограничен только конструктивными параметрами и может достигать 40° (обычно до 25°). Но насосы с наклонным диском имеют то преимущество, что при их регулировании легко осуществляется реверс подачи рабочей жидкости (при работе в режиме насоса) или реверс направления вращения вала (при работе в режиме гидромотора); в гидромашинах с нерегулируемым наклонным блоком, работающих в режиме насоса, реверс подачи рабочей жидкости можно изменить только изменением направления вращения вала гидромашины. В аксиально-плунжерных гидромашинах с нерегулируемым наклонным блоком, работающих в режиме мотора (например, гидромотор хода — мотор типа "банан"), смена направления вращения осуществляется сменой направления подачи рабочей жидкости. При этом в гидромашинах с регулируемым наклонным блоком можно изменять рабочий объем в диапазоне от 0 до 100 % рабочего объема машины и тем самым регулировать производительность насоса (объем подачи жидкости) или производительность мотора — скорость вращения и момент на валу (от 0 до 100 %).
Во избежание резонансных явлений и для снижения пульсаций подачи и расхода количество плунжеров всегда выполняют нечётным.

## Принцип работы
При вращении вала гидромашины (рис. 1) плунжер, находящийся внизу (в нижней мёртвой точке), перемещается наверх и одновременно совершает движение вдоль оси насоса «от края» блока цилиндров — происходит всасывание. Одновременно с этим тот плунжер, который находился вверху, перемещается вниз и совершает движение «к краю» блока цилиндров — происходит нагнетание. Плунжеры, осуществляющие в данный момент нагнетание, соединены вместе одной канавкой и образуют полость высокого давления; те плунжеры, которые осуществляют в данный момент всасывание, соединены вместе другой канавкой и образуют полость низкого давления. Полости высокого и низкого давления отделены друг от друга. Точка, в которой плунжер переходит от полости высокого давления к полости низкого давления, называется верхней мёртвой точкой, а там, где происходит обратный переход, расположена нижняя мёртвая точка.
В момент перехода плунжера через одну из мёртвых точек образуются запертые объёмы.

## Достоинства
- способность работать при высоких давлениях;
- большой развиваемый момент на валу в режиме мотора по сравнению радиально-плунжерными гидромашинами при равном внешнем объеме агрегата;
- принципиальная возможность реализовать регулируемость рабочего объёма для регулирования производительности;
- бо́льшая частота вращения в сравнении с радиально-плунжерными гидромашинами.

## Недостатки
- сложность конструкции;
- высокая стоимость данного типа гидромашин;
- большие пульсации подачи (для насосов) и расхода (для гидромотора), и как следствие, большие пульсации давления в гидросистеме.